# 浙江天童森林生态系统国家野外科学观测研究站
浙江天童森林生态系统国家野外科学观测研究站位于浙江省宁波市鄞州区天童国家森林公园，是中华人民共和国国家生态系统观测研究网络成员单位之一，隶属于华东师范大学。
该站前身为华东师范大学1983年设立的天童长期定点野外实验基地。1992年在原有基础上成立了华东师范大学环境科学系天童生态实验站。该站是中国华东地区唯一的森林生态系统国家野外台站，研究专业主要为生态学、生物学和地学。